# The Stolen Cup
The Stolen Cup (Originaltitel: Robo mundial) ist eine argentinische Dramedy-Serie, die von Pampa Films, Full Frame, Gloriamundi Producciones und Star Original Productions für die Walt Disney Company umgesetzt wurde. In Argentinien findet die Premiere der Serie als Original am 9. November 2022 auf Star+ statt. Im deutschsprachigen Raum erfolgte die Erstveröffentlichung der Serie am selben Tag durch Disney+ via Star als Original.

## Handlung
Luciano Buenaventura kratzt die letzten Pesos für seinen Sohn Sebastián zusammen, um ihn zur bevorstehenden Weltmeisterschaft mitzunehmen. Doch das Schicksal meinte es nicht gut mit dem fußballverrückten Land. Aufgrund einer Sanktion nach der erfolgreichen Qualifikationsphase wegen von argentinischen Fans ausgehenden Ausschreitungen wurde Argentinien disqualifiziert und die chilenische Nationalmannschaft rückte nach. Lucho ist am Boden zerstört und fasst einen Entschluss. Da er ohnehin nichts mehr zu verlieren hat, schließt er sich mit seinen Arbeitskollegen zusammen, einer Gruppe von speziellen Charakteren, die alle kurz vor der Entlassung stehen, um die Gerechtigkeit selbst in die Hand zu nehmen. Und was ist ihr todsicherer und absolut nicht zum Scheitern verurteilter Plan? Ganz einfach: Sie wollen während eines Werbestopps in Argentinien den WM-Pokal stehlen, um die Albiceleste wieder in den Wettbewerb zu bringen und damit auch ein Stück weit die Ehre ihres Landes wieder herstellen.

## Besetzung und Synchronisation
Die deutschsprachige Synchronisation entstand nach den Dialogbüchern sowie unter der Dialogregie von Karl Waldschütz durch die Synchronfirma Iyuno-SDI Group Germany in Berlin.

### Hauptdarsteller
| Rolle                        | Schauspieler         | Synchronsprecher       |
| ---------------------------- | -------------------- | ---------------------- |
| Luciano „Lucho“ Buenaventura | Joaquín Furriel      | Fabian Oscar Wien      |
| Wally Castaneda              | Benjamín Amadeo      | Amadeus Strobl         |
| Bárbara Simone               | Carla Quevedo        | Katharina Schwarzmaier |
| Frank Manila                 | Javier Gómez         | Marcus Off             |
| Marcello „Fafa“ Fafarelli    | Hugo Piccinini       | Jan-David Rönfeldt     |
| Andrés Ledesma               | Diego De Paula       | Bernd Vollbrecht       |
| Hugo Tacchini                | Hugo Quiril          | Erich Räuker           |
| Darío Freidman               | David Szechtman      | Tim Sander             |
| Moira San Román              | Agustina Tremari     | Anni C. Salander       |
| Sebastián Buenaventura       | Matías Luque Benante | Jakob Gisbertz         |

### Nebendarsteller
| Rolle  | Schauspieler     | Synchronsprecher |
| ------ | ---------------- | ---------------- |
| Mónica | Jazmín Falak     | Dana Friedrich   |
| Aníbal | Marcelo Subiotto | Frank Röth       |
| Vicky  | Denise Yañez     | Ilona Otto       |

## Episodenliste
| Nr. | Deutscher Titel          | Originaltitel             | Erstveröffentlichung (Argentinien) | Deutschsprachige Erstveröffentlichung (D/A/CH) | Regie          | Drehbuch                                                        |
| --- | ------------------------ | ------------------------- | ---------------------------------- | ---------------------------------------------- | -------------- | --------------------------------------------------------------- |
| 1   | Siamo Fuori              | Siamo Fuori               | 9. Nov. 2022                       | 9. Nov. 2022                                   | Gabriel Nicoli | Gabriel Nícoli, Jesús Braceras, Marcela Guerty & Martín Caamaño |
| 2   | Dream Team               | Dream Team                | 9. Nov. 2022                       | 9. Nov. 2022                                   | Gabriel Nicoli | Gabriel Nícoli, Jesús Braceras, Marcela Guerty & Martín Caamaño |
| 3   | The Heist                | El robo                   | 9. Nov. 2022                       | 9. Nov. 2022                                   | Gabriel Nicoli | Gabriel Nícoli, Jesús Braceras, Marcela Guerty & Martín Caamaño |
| 4   | Salvador Bilardo         | Salvador Bilardo          | 9. Nov. 2022                       | 9. Nov. 2022                                   | Gabriel Nicoli | Gabriel Nícoli, Jesús Braceras, Marcela Guerty & Martín Caamaño |
| 5   | Gollum                   | Gollum                    | 9. Nov. 2022                       | 9. Nov. 2022                                   | Gabriel Nicoli | Gabriel Nícoli, Jesús Braceras, Marcela Guerty & Martín Caamaño |
| 6   | Today, You Become a Hero | Hoy te convertís en héroe | 9. Nov. 2022                       | 9. Nov. 2022                                   | Gabriel Nicoli | Gabriel Nícoli, Jesús Braceras, Marcela Guerty & Martín Caamaño |